# 鄭大胤
鄭大潤（韓語：정대윤），韓國電視劇導演。

## 作品

### 電視劇
- 2008年：MBC《伊甸園之東》
- 2009年：MBC《向大地頭球》
- 2010年：MBC《我的祖母》
- 2010年：MBC《逆轉女王》
- 2011年：MBC《階伯》
- 2012年：MBC《The King 2 Hearts》
- 2012年：MBC《阿娘使道傳》
- 2013年：MBC《Drama Festival－不穩》
- 2014年：MBC《心懷叵測的恢單女》
- 2015年：MBC《她很漂亮》
- 2016年：MBC《W－兩個世界》
- 2017年：MBC《不是機器人啊》
- 2022年：JTBC《財閥家的小兒子》
- 2025年：JTBC《神之珠》[1]

## 外部連結
- NAVER搜索 （页面存档备份，存于）

1. ↑  황소영. . JTBC. 2025-02-07  [2025-02-07] （韩语）.